# San Vicente de Arévalo

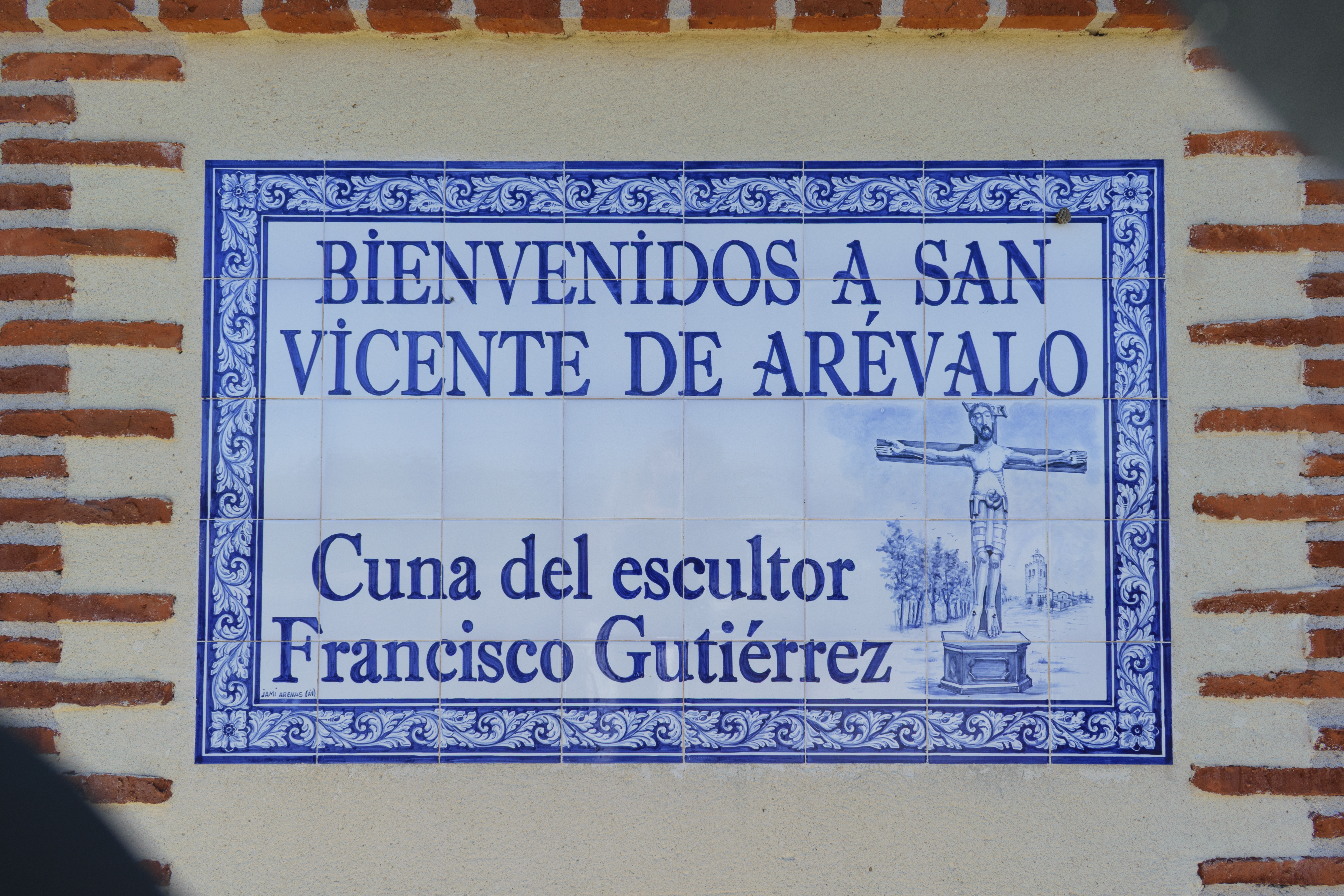
Cartel cerámico anunciando que San Vicente de Arévalo es la cuna del escultor Francisco Gutiérrez

San Vicente de Arévalo es una villa y municipio español situado en la provincia de Ávila, en la comunidad autónoma de Castilla y León. En 2017 contaba con una población de 179 habitantes.

## Geografía
La localidad se halla situada a una altitud de 877 m s. n. m.
| Noroeste: Langa              | Norte: Nava de Arévalo | Noreste: Nava de Arévalo |
| Oeste: Donjimeno             |                        | Este: Nava de Arévalo    |
| Suroeste: Cabezas de Alambre | Sur: Pedro-Rodríguez   | Sureste: Tiñosillos      |

## Demografía
San Vicente de Arévalo cuenta con una población de 165 habitantes (INE 2024).
| Gráfica de evolución demográfica de San Vicente de Arévalo entre 1842 y 2021                                          |
| |
| Población de derecho según los censos de población del INE. Población de hecho según los censos de población del INE. |

## Economía

### Evolución de la deuda viva
El concepto de deuda viva contempla sólo las deudas con cajas y bancos relativas a créditos financieros, valores de renta fija y préstamos o créditos transferidos a terceros, excluyéndose, por tanto, la deuda comercial.
Entre los años 2008 a 2014 este ayuntamiento no ha tenido deuda viva.

## Símbolos
El escudo heráldico y la bandera que representan al municipio fueron aprobados oficialmente el 3 de mayo de 1995. El escudo se blasona de la siguiente manera:

«Escudo calzado. Primero de sinople, con la imagen del Cristo de los Pinares, de plata. Segundo de oro, con un cuervo de sable. Tercero de oro, con una sierpe de sable. Timbrado con la corona real española.»
Boletín Oficial de Castilla y León nº 135 de 07 de junio de 1995

La descripción de la bandera es la siguiente:

«Bandera cuadra; de paño gualdo, y jironada en alto, de verde. Cargada en su centro, y por ambas caras, con el escudo municipal».
Boletín Oficial de Castilla y León nº 135 de 07 de junio de 1995

## Cultura

### Fiestas
San Vicente se caracteriza por una fiesta muy importante para el municipio: Romería del Cristo de Los Pinares.
Esta fiesta se celebra el 14 de septiembre, en la Ermita del Cristo de Los Pinares. Se celebran varias misas y posteriormente se realiza una procesión con la figura del Cristo de Los Pinares. También se realiza un pequeño mercadillo y distintas actividades para los más pequeños.